# Nikolai Wladimirowitsch Sujew
Nikolai Wladimirowitsch Sujew (russisch Николай Владимирович Зуев, englisch Nikolay Zuev; * 7. Mai 1970 in Dnipropetrowsk, Ukrainische SSR, Sowjetunion) ist ein sowjetischer und russischer Badmintonspieler.

## Karriere
Nikolai Sujew war seit 1987 Mitglied der sowjetischen Nationalmannschaft. Er war hauptsächlich im Herrendoppel und im Mixed erfolgreich. In der Sowjetunion gewann er 1989 und 1990 seine ersten drei Titel, dabei seinen einzigen im Einzel. In Russland gewann er von 1993 bis 2005 13 nationale Titel: 7 im Doppel (meist mit Andrei Antropow) und 6 im Mixed (meist mit Marina Jakuschewa).
Bei der Badminton-Europameisterschaft 1994 gewann er mit Antropow die Silbermedaille. Bei Olympia 1996 wurde er Fünfter im Herrendoppel sowie 17. im Mixed und bei Olympia 2004 erneut 17. im Mixed. 
2003 gewann er gemeinsam mit Nicholas Kidd das Herrendoppel bei den Slovenian International und 2005 zusammen mit Marina Jakuschewa das Mixed bei den Swedish International Stockholm.
Sujew studierte von 1987 bis 1991 an der Staatlichen Universität für Körperkultur Dnepropetrowsk. Er lebt in Odinzowo bei Moskau und arbeitet als Trainer.